# Falkušovce
Falkušovce est un village de Slovaquie situé dans la région de Košice.

## Histoire
Première mention écrite du village en 1290.

## Démographie

### Évolution de la population
| Année:               | 1994. | 2004.   | 2014.   | 2024.   |
| -------------------- | ----- | ------- | ------- | ------- |
| Nombre de personnes: | 615   | 673     | 666     | 659     |
| Différence:          |       | +9,43 % | -1,04 % | -1,05 % |

| Année:               | 2023. | 2024.   |
| -------------------- | ----- | ------- |
| Nombre de personnes: | 670   | 659     |
| Différence:          |       | -1,64 % |

## Politique
| Nom           | Parti politique | Date de l'élection | Fin du mandat |
| ------------- | --------------- | ------------------ | ------------- |
| Michal Bodnár | ĽS-HZDS         | 02.12.2006         | Déc. 2010     |